# Varpning (sjöfart)

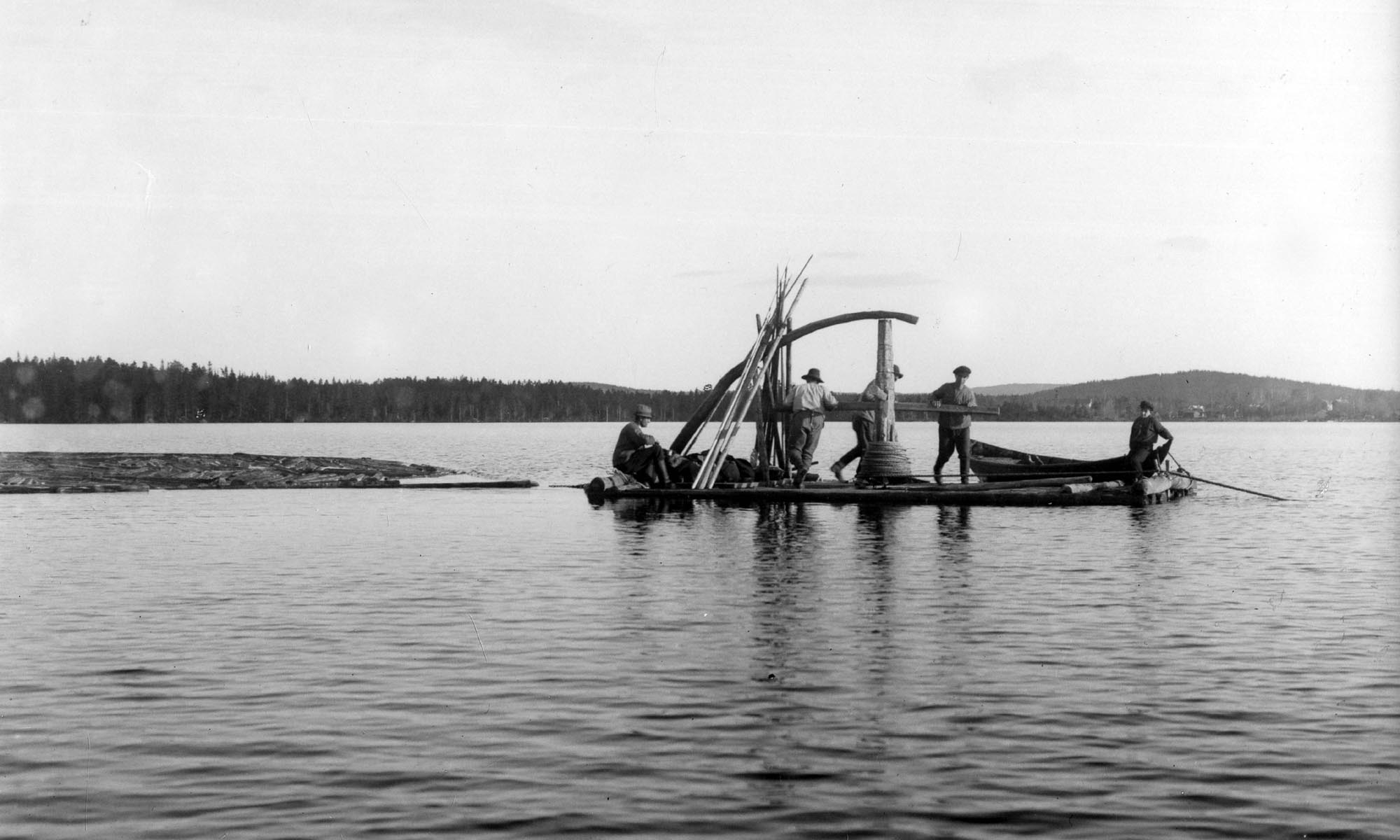
Spelflotte på Flosjön i arbete, Dala-Floda.

Varpning är en sjöterm, (från engelskans warp, göra skev), och innebär att en båt förflyttas genom att hala/dra i en tross fäst i ett ankare som släppts ner på lämpligt avstånd från båten.
När man varpar en båt förhalar man båten med hjälp av ett ankare som är försett med en tross eller ett rep, där änden på repet/ trossen gjorts fast ombord. Ankaret ros ut i en mindre båt, och därefter släpps ner till botten och att man drar i repet/trossen från den större båten. Denna metod var vanlig innan motorer och maskiner var vanliga ombord på båtar och skepp, när man behövde förflytta dem i kanaler eller hamnar där djupet var lämpligt. I kanaler kunde man utnyttja denna metod med två ankare och därmed hålla farten genom vattnet.
Flottning: att en vajer fästs i en timmerflot av en varpbåt, Ett exempel är Siljan där gick varpbåten cirka 1 000–2 000 meter och förtöjer i en dykdalb/boj/ankrar upp, och sedan varpas/spelas/vinschas vajern in, och när vajern är nästan helt inne upprepas proceduren vid en ny förtöjningsplats cirka 1 000–2 000 meter bort. Innan varpbåtarna kom i bruk var det vanligt att man använde en spelflotte till detta. Spelflottarna förekom också senare på vattendrag där flottningen inte var lika intensiv som ute på de stora älvarna. Det gällde att varpningen inte gick för långsamt för att inte flotens hastighet skulle minska. Detta gjordes på sjöar och sel i de älvar där strömmen i vattnet inte räckte till för att föra timret vidare i älven.
Timret som spelades in i en timmerflot kunde innehålla över 100 000 timmerstockar.